# Boulaide
Boulaide (lussemburghese: Bauschelt; tedesco: Bauschleiden) è un comune del Lussemburgo nord-occidentale. Si trova nel cantone di Wiltz, nel distretto di Diekirch.
Nel 2005, la città di Boulaide, il capoluogo del comune che si trova nella parte meridionale del suo territorio, aveva una popolazione di 378 abitanti. Le altre località che fanno capo al comune sono Baschleiden e Surré.